# Ghetto de Pinsk

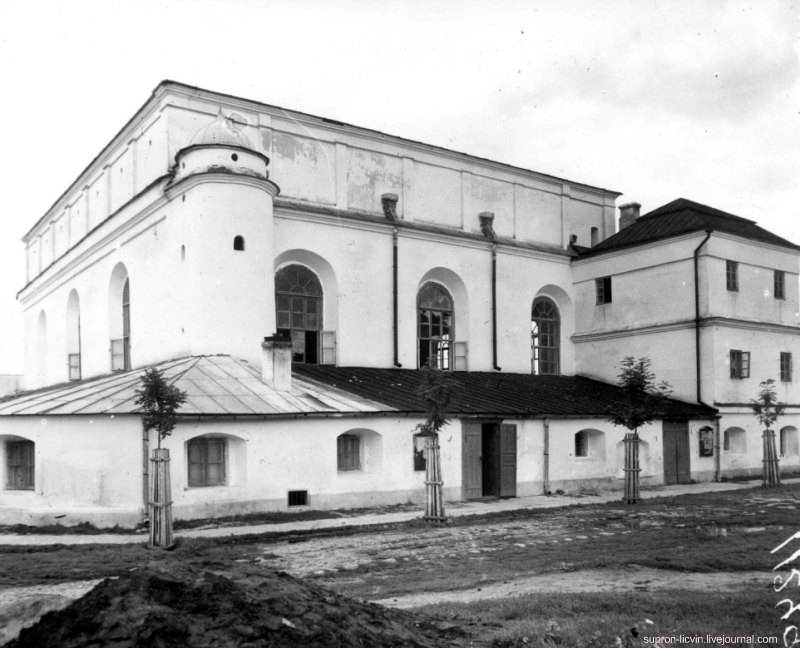
Synagogue de Pinsk.

Le ghetto de Pinsk (1er mai 1942 — 28 octobre 1942) est un des 300 ghettos de Biélorussie pendant la Seconde Guerre mondiale, un lieu d'extermination des populations juives de la ville de Pinsk, voblast de Brest, selon le processus de l’Holocauste en Biélorussie, à l'époque de l'occupation des territoires de l'URSS par les forces armées du Troisième Reich.
| \| Pinsk \| Localisation de Pinsk sur la carte de la Biélorussie. |
| Pinsk                                                             |

## Présence juive à Pinsk
Les débuts de la présence juive à Pinsk sont anciens : une quinzaine de familles juives s'installèrent à Pinsk, après avoir été chassées de Lituanie, en 1495. En 1560, la communauté ne comptait que 275 personnes. Mais dès 1648, elle représentait un quart de la population. Durant la seconde partie du XVIIe siècle, les Juifs souffrirent beaucoup des guerres russo-polonaises puis des guerres menées par Charles XII de Suède. Il fallut attendre le début du XIXe siècle pour que la ville connaisse un grand essor. L'artisanat se développa. La ville comptait alors entre 750 et 950 artisans juifs. L'industrie commença à se développer : une cinquantaine d'usines se développèrent. Les groupes du Bund et du sionisme étaient présents à Pinsk.
En 1871, 13 681 Juifs vivaient à Pinsk, ils représentaient 77,7 % de la population totale.
De 1919 à 1939 la ville fut polonaise. Ceci, jusqu'en septembre 1939, quand les Allemands, qui venaient d'envahir la Pologne, cédèrent la partie occidentale de la Biélorussie aux Russes en vertu des accords : le Pacte germano-soviétique ou Pacte Molotov-Ribbentrop. La Biélorussie et Pinsk faisaient donc partie de l'URSS dès 1939.
À partir du 20 septembre 1939, la ville de Pinsk fut occupée par l’Armée rouge. Toutes les institutions juives furent supprimées. Une partie des leaders des sionistes et du Bund fut arrêtée. Beaucoup de Juifs de Pinsk, et également des réfugiés qui venaient de la zone d’occupation allemande en Pologne, furent envoyés dans des raïons du nord de l’URSS et aussi au Kazakhstan vers le printemps 1940. La surveillance du NKVD devint envahissante. Les Juifs les plus aisés furent également
ciblés pour des déportation.
Du fait de l'attitude des Russes, l'enthousiasme des réfugiés de Pologne pour les nouvelles autorités soviétiques, qu'elles n'avaient pas encore eu à connaître, retomba assez vite. Les Allemands et les Russes créèrent une commission chargée de la gestion de l'afflux de réfugiés en Biélorussie. Des milliers de Juifs désireux de retourner chez eux - malgré l'occupation allemande - se groupèrent devant les portes de la Commission. Celle-ci écrivait : « les 350 Juifs qui veulent partir au Birobidjan ne suffiront pas à régler la situation ». C'est ce que consigna, notamment, Nikita Khrouchtchev, le secrétaire général du parti communiste en Ukraine, dans ses Mémoires. Peu d'entre eux parvinrent à retourner chez eux ; pour ceux qui réussirent, ce fut généralement en dissimulant leur nationalité. Le NKVD arrêta ainsi un groupe de réfugiés qui attendaient à Brest (Biélorussie) une occasion de repasser à l'Ouest.
Il est étrange que de nombreux Juifs préférèrent rentrer dans les territoires sous contrôle du Reich, plutôt que de rester en Russie. Moshe Grossman dans ses Mémoires parle d'un train rempli de Juifs filant à l'Est qui, à la gare frontalière, croise un train qui part vers l'Ouest.
Quand les Juifs venant de la zone soviétique voient les Juifs qui s'y dirigeaient ils crièrent : « Vous êtes fous, où allez-vous ? ». Ceux qui venaient de Varsovie répondirent avec un égal étonnement : « Vous êtes fous, où allez-vous ? ». L'histoire est manifestement apocryphe mais illustre la confusion et le désarroi des Juifs dans les deux zones de la Pologne.
Julius Margolin, écrivain juif originaire de Pinsk qui a vécu cinq ans dans le Goulag, explique le désarroi qui s'empare de la population face au nouveau pouvoir soviétique en place. Il remarque que dès son arrivée à Pinsk en Biélorussie, ce pouvoir soviétique venu de l'extérieur qualifie les osadnik d'origine polonaise d'ennemis et les déporte massivement dans les profondeurs de l'URSS. L'étape suivante est l'expulsion des éléments oisifs, marchands, notables, propriétaires, de la ville vers les petits bourgs environnants où personne ne les connaissait. Cela valait mieux que les ghettos d'Hitler, explique Margolin, mais à cette époque les gens étaient loin de telles comparaisons et considéraient la déportation comme une catastrophe qui détruisait leur vie.
La mesure qui suit est l'abolition des institutions culturelles et la soviétisation des écoles. L'utilisation de l'hébreu, par exemple, est interdite dans l'enseignement et les Juifs sont obligés d'enseigner en yiddish. Au printemps 1940, les chefs du Bund et des sionistes sont arrêtés et déportés. Une société habituée à critiquer chaque geste du gouvernement polonais se trouvait maintenant sous la domination aveugle du pouvoir soviétique et du NKVD.
En 1939, 20 200 Juifs vivaient à Pinsk. Ce chiffre passa à 22 000 à la veille de l'invasion allemande le 4 juillet 1941, du fait de l'afflux des réfugiés en provenance des zones de Pologne occupées par les Allemands depuis septembre 1939.

## Avant la création du ghetto
Après le début de l'invasion de l'URSS par les forces allemandes le 22 juin 1941, seul un petit nombre de Juifs eurent le temps d'évacuer vers l'Est. Par ailleurs, un afflux de réfugiés venant de l'ouest de la Biélorussie était entré à Pinsk. Le 4 juillet 1941, la ville de Pinsk fut occupée par des troupes de la Wehrmacht. L'occupation allemande dura 3 ans jusqu'au 14 juillet 1944.
La ville de Pinsk fut incorporée par les Allemands au Reichskommissariat Ukraine.
De nombreuses dispositions obligatoires furent prises à l'encontre des Juifs. Parmi celles-ci, l'obligation de porter sur ses vêtements dans le dos et sur la poitrine le signe distinctif de l'étoile de David. Sous peine de mort, il était interdit aux Juifs de marcher sur les trottoirs et il ne pouvaient donc marcher qu'au milieu des chemins.
Les Juifs étaient condamnés aux travaux les plus pénibles et forcés. Ils devaient supporter les moqueries et les injures. Ils étaient l'objet d'exactions de la part des Allemands qui confisquaient les valeurs précieuses et les vêtements de prix.
Les forces occupantes créèrent un Judenrat dès la seconde quinzaine de juillet 1941. C'était un conseil juif, organe qui faisait exécuter les ordres des occupants relatifs aux Juifs. Ils créèrent aussi une police juive. Le nombre des policiers s'élevait à 15 mais en 1942 il passa à 50.
Le premier président du Judenrat nommé par les Allemands était l'ancien directeur de l'école « Tarbut », le professeur David Alper. Deux jours après sa nomination, ses fonctions lui furent retirées et il fut fusillé avec 20 autres membres du conseil. William Bakchtansky le remplaça.
Entre le 5 et le 7 août 1941, les Allemands fusillèrent à Pinsk environ 10 000 Juifs. Parmi ceux-ci, surtout des hommes âgés de 14 à 60 ans. Le 5 août, 3 000 autres hommes juifs furent conduits au village de Kosliakovitch, et tués dans l'enceinte du cimetière pour y être jetés dans 3 fosses creusées auparavant. Quelques-uns d'entre eux tentèrent de fuir et furent fusillés sans pouvoir s'évader.
C'est Himmler lui-même qui avait donné l'ordre d'éliminer la population juive de Pinsk et des environs.
Le 2 ou le 3 août 1941 Himmler avait envoyé ses instructions à Franz Magill, commandant de la seconde brigade de cavalerie SS déployée près de Pinsk et des marais du Pripet (dénommés aussi Marais de Pinsk) : « Tous les Juifs de 14 ans ou plus seront exécutés ; les femmes et les enfants juifs seront refoulés dans les marais (où ils devaient se noyer). Dans la ville de Pinsk l'exécution sera confiée aux compagnies de cavalerie 1 et 4... L’“aktion” doit commencer tout de suite. » Les femmes et les enfants échappèrent à la mort parce que les marais étaient trop peu profonds, mais l'ordre d'Himmler indiquait clairement qu'ils devaient mourir. Au mois d'août 1941, deux mois après l'invasion de l'URSS ils meurent encore « différemment » mais cette distinction entre hommes et femmes et enfants va rapidement disparaître note à ce propos Saul Friedländer.

## Création du ghetto et conditions de vie dans celui-ci
Après l'exécution des ordres d'Himmler les Allemands menèrent encore à Pinsk des populations juives de villages, de bourgs et de villes proches.
Le premier mai 1942 les Allemands créèrent un ghetto et toute la population juive rassemblée à Pinsk, s'élevant à 18 644 personnes, y fut enfermée. Ce fut l'un des derniers ghettos créé sur le territoire de la Biélorussie parmi les 296 répertoriés dans la liste des ghettos de Biélorussie pendant la Seconde Guerre mondiale.

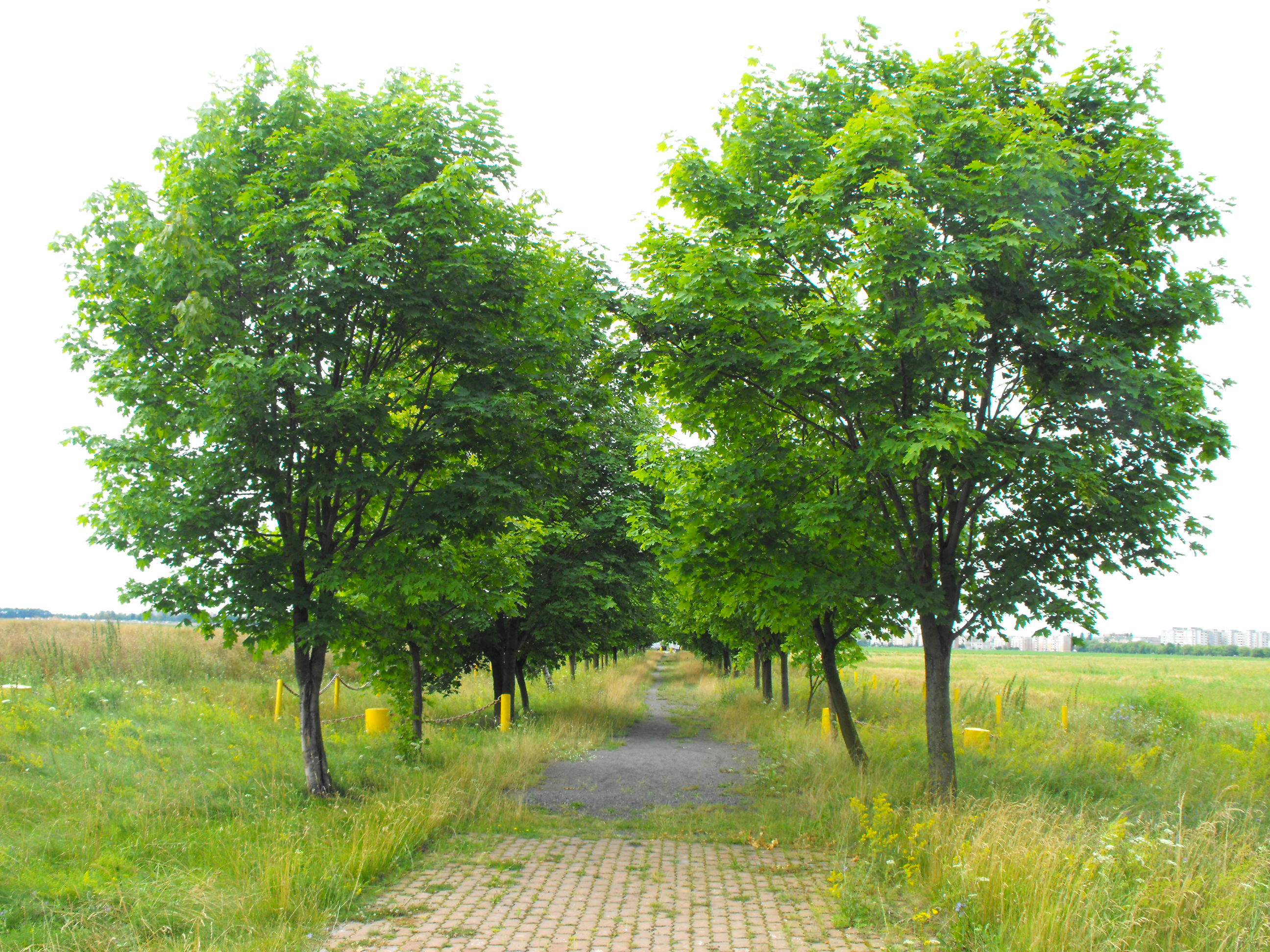
Allée vers les monuments du souvenir.

Dans ce ghetto de Pinsk furent également déportés des Juifs originaires d'autres régions d'Europe, et des Juifs des villages et bourgs environnants. Le ghetto était entouré de fil de fer barbelé et trois sorties étaient aménagées : une rue generała A.Listowskiego, une autre rue Północna et la troisième, rue Albrechtowska. La densité de population s'élevait à 1,2 personne par mètre carré.
Le ghetto fut obligé de rassembler pour les Allemands; et en trois jours, une vingtaine de kilos d'or, puis de la laine, puis des vêtements de laine, des couvertures, du cuir pour les chaussures, de chevaux et des vaches. À l'arrivée de l'hiver tous les vêtements en fourrure ou chauds (même vieux et déjà portés) étaient ramassés chez les prisonniers du ghetto. Il n'y avait qu'une seule sanction pour des infractions aux ordres : la mort. Par exemple, Moché Glodère, fut pendu pour n'avoir pas donné de la fourrure, Nota Melnika pour avoir échangé de la laine pour des aliments, la fille du boulanger Lasowski pour l'abattage d'un veau.
Les Juifs travaillaient à la création dans le ghetto d'ateliers et d'entreprises, en même temps qu'ils réalisaient le travail exigé par les occupants.
Le Judenrat créa un grand nombre d'ateliers. À la fin janvier 1942, il y avait 9 056 personnes juives aptes au travail, soit 52 % de l'ensemble de cette population.
Vers le mois de septembre 1942 beaucoup d'entreprises furent fermées du fait de l'absence de matières premières et d'électricité

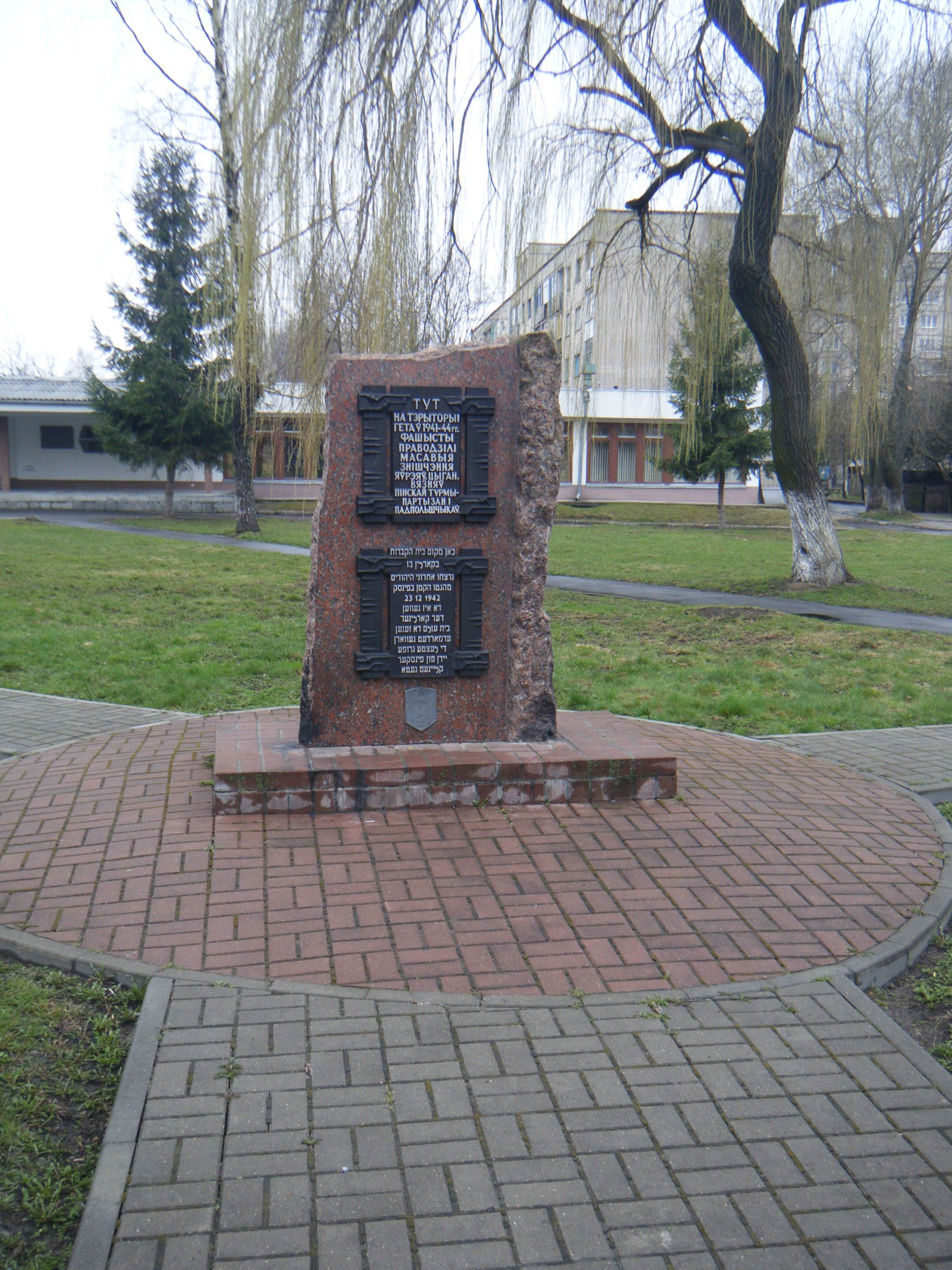
Mémorial de la Shoah à Pinsk.

Dans le ghetto fut créé un hôpital (62 personnes y travaillaient), une pharmacie, une polyclinique. Les groupes de clandestins, quant à eux, essayaient de rassembler des armes et de créer des cachettes et des bunkers. Sholom Kholiavsky, un des dirigeants du soulèvement du ghetto de Niasvij et membre du mouvement des partisans biélorusses écrivit : 
« Je ne suis pas convaincu que chaque Juif participa aux mouvement clandestin dans le ghetto et à la lutte contre l'ennemi, mais on ne peut nier que la vie même dans la ghetto avait un caractère clandestin. Il s'agissait d'un héroïsme de tous les Juifs du ghetto. »
En juin 1942, les Allemands arrêtèrent à Pinsk et à Kowryń 3 500 Juifs qu'ils passèrent par les armes au camp d'extermination de Bronnaya Gora, situé à 125 km au nord-est de Brest à une centaine de kilomètres au nord de Pińsk. Environ 50 000 personnes, dont la plupart étaient juives furent assassinées par les Allemands à cet emplacement de Bronnaïa Gora. Ils provenaient surtout de la ville de Brest et des villes et villages avoisinants, dont celle de Pinsk.
Il n'existe malheureusement que le témoignage d'un aiguilleur pour donner des détails sur ce camp de Bronnaïa Gora, les autres témoins étaient les habitants des villages environnants qui ont été tués. Les traces des fosses creusées pour ensevelir les corps témoignent également du nombre élevé de victimes dans ce camp.

## Destruction du ghetto
Les Allemands considéraient les juifs comme une menace majeure pour la puissance occupante et redoutaient sérieusement la résistance juive.
C'est pourquoi les Allemands s'empressaient de tuer en premier lieu les hommes juifs âgés de 15 à 50 ans, ceci malgré le fait que c'étaient les prisonniers les plus aptes au travail. Dans les documents d'archives, il est signalé que durant la première moitié de l'année 1941 pratiquement tous les hommes prisonniers furent tués,,.
Le 28 octobre 1942, commença l'« aktion » (c'est par cet euphémisme que les Allemands désignaient les massacres de masse qu'ils organisaient) de destruction du ghetto de Pinsk. C'est un bataillon allemand de police motorisée qui mena les opérations. Les clandestins du ghetto opposèrent une résistance à la police, et la plupart d'entre eux y laissèrent la vie.
Une partie réussit toutefois à s'enfuir et à se réfugier auprès des partisans. L'historien Yitzhak Arad, ancien directeur du musée israélien de la Shoah et de l'héroïsme « Mémorial de Yad Vashem » (1972-1993) s'enfuit à l'âge de 15 ans d'un ghetto lituanien, entra à 16 ans dans les rangs des partisans dans les forêts biélorusses, devint général après la guerre dans l'Armée de défense d'Israël. Il écrivait : 
« Les gens doivent savoir. Nous n'allions pas vers la mort docilement et avec résignation. Nous nous défendions comme nous pouvions. Souvent à main nue et le plus souvent sans aucune aide. »
Dans le rapport du commandant du bataillon de police, il est indiqué que durant ces journées 26 200 personnes furent exterminées. Selon l'enquête de Yitzhak Arad, 17 000 Juifs furent tués dans ce ghetto. Les massacres eurent lieu dans le village de Possénitch.

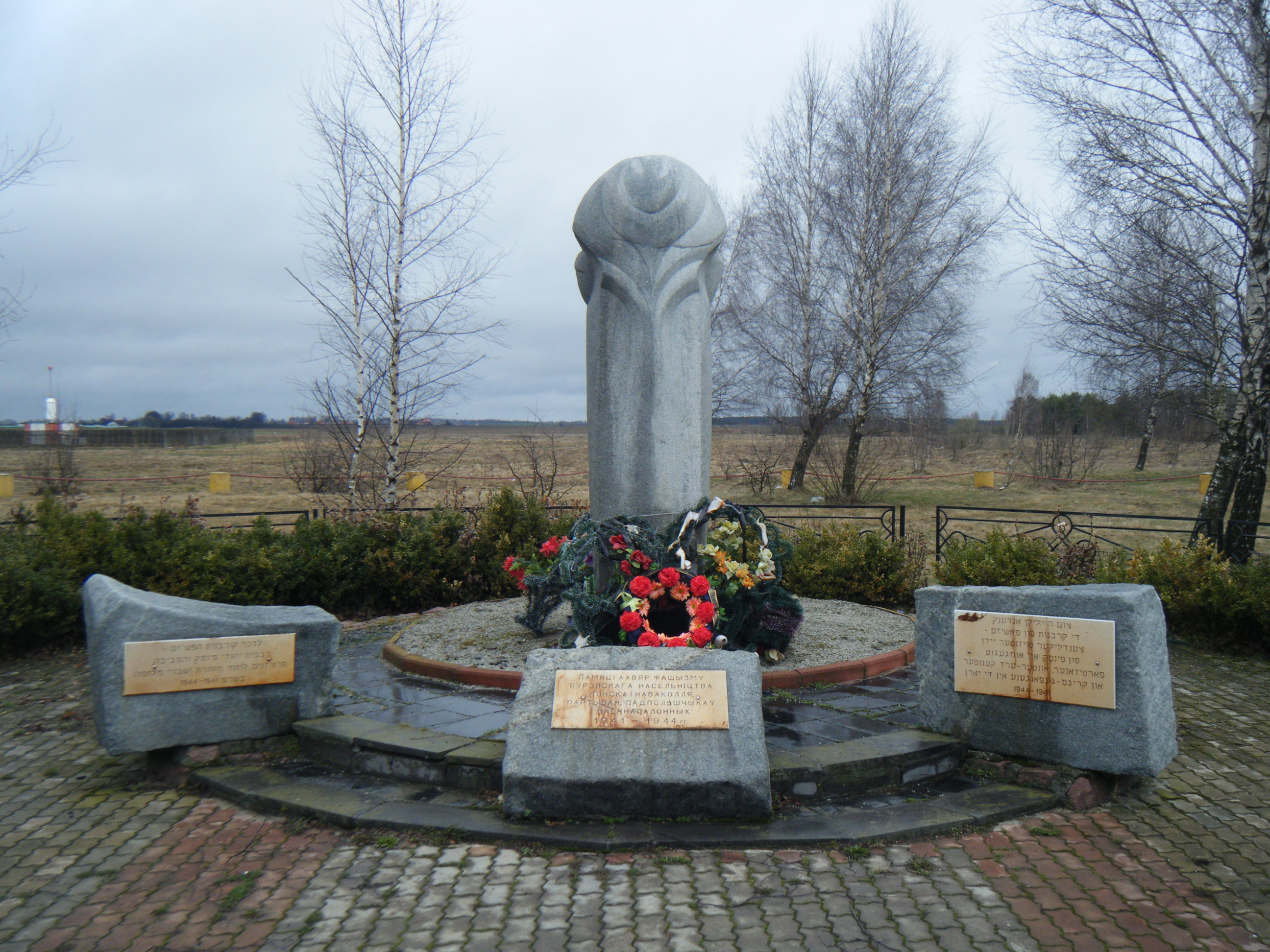
Mémorial près du lieu-dit «bonne volonté».

## Cas de sauvetage
Il n' y a qu'un seul cas connu de sauvetage de Juif de Pinsk par les Allemands. Fichéla Rabinova, prisonnière du ghetto, fut sauvée par un officier (Günther Krill) qui lui donna de faux documents, la cachant durant la période de liquidation du camp et organisant ensuite son départ vers Kiev et même plus loin encore.

## Mémoire
Divers monuments ont été érigés en mémoire des victimes.
- Mémorial aux victimes de la Shoah au nord de Pinsk à un kilomètre au sud-est du lieu-dit « bonne volonté », au cimetière. Il signale : « C'est ici que les hitlériens du 29 octobre 1941 au 2 novembre 1942 tuèrent environ 30 000 Juifs, prisonniers du ghetto ». Le mémorial fut édifié en 1992.
- En 1993 à l'emplacement des tombes (fosses communes) de plus de 5 000 Juifs prisonniers du ghetto furent édifiés des mémoriaux : dans la rue Pouchkine, entre les rues Gogol et la rue Verte (Zéliona), à l'emplacement de l'ancien ghetto, au cimetière juif.
- Tombes sœurs des prisonniers du ghetto dans le quartier de l'ancien village de Kosliakovitch, au cimetière, — aujourd'hui rue Kraïnaya. En 1993 un mémorial fut édifié sur lequel on peut lire : Ici, à l'emplacement de l'école de l'association volontaire de soutien à l'armée, l'aviation et la flotte (DOSAAF), en 1941-1942 les Allemands tuèrent les Juifs du Ghetto de Pinsk, prisonniers du ghetto de Pinsk, de la prison de la ville ou de guerre.
- Mémorial aux victimes du ghetto de Pinsk à Holon en Israël.

## Après la Guerre
Après la fin de la guerre, une partie des Juifs qui avaient combattu avec les partisans revinrent à Pinsk. Le pouvoir soviétique n'autorisa pas l'ouverture de synagogues. La dernière maison de prière fut fermée en 1966. Entre 1970 et 1990 la plupart des Juifs partirent vers Israël, les États-Unis, l'Allemagne ou le Canada. En 1999, d'après les statistiques officielles biélorusses, il restait 317 Juifs à Pinsk. Il existe une communauté qui a un journal, une école-internat pour les enfants juifs. Une des synagogues de Pinsk lui a été rendue.

## Sources
- (ru) Справочник о местах принудительного содержания гражданского населения на оккупированной территории Беларуси 1941-1944 (Recueil des lieux de résidence forcée de populations civiles en Biélorussie occupée de 1941 à 1944).
- (ru) Национальный архив Республики Беларусь (НАРБ). — (Archives nationales de la république de Biélorussie).
- (ru) Государственный архив Российской Федерации (ГАРФ). —(Archives de la fédération de Russie).

## Liens
- (en) revu par R. Hilberg The Kommandostab Revisited

- (ru) Cet article est partiellement ou en totalité issu de l’article de Wikipédia en russe intitulé « Пинское гетто » (voir la liste des auteurs).